# Familiestemrecht
Bij het familiestemrecht wordt aan elk kind vanaf de geboorte stemrecht toegekend, maar in tegenstelling tot het kinderstemrecht wordt dat recht tot hun meerderjarigheid door de ouder/verantwoordelijke waargenomen en uitgeoefend. Dit familiestemrecht wordt -al of niet ten onrechte, daar het kind niet stemmen kan- ook wel als kinderstemrecht omschreven.

## Argumenten voor familiestemrecht
Voorstanders van familiestemrecht menen dat invoering tot een meer familievriendelijke en vernieuwende politiek leidt; dit om te voorkomen dat door het tegenwoordig steeds verder teruglopende bevolkingsaandeel van gezinshuishoudens hun politieke invloed verder afneemt.

### Politieke steun
In 2003, 2008 en 2009 hebben enkele parlementsleden van de Duitse Bondsdag een voorstel voor de invoering van een familiestemrecht ingediend. Een compromis zou er in kunnen bestaan om het familiestemrecht vanaf een bepaalde leeftijd te doen overgaan tot kinderstemrecht.
J.D. Vance steunde in 2021 de invoering van familiekiesrecht in een toespraak. Dit standpunt kwam extra in de schijnwerpers te staan toen hij in 2024 vicepresidentskandidaat voor de Amerikaanse Republikeinen werd. Over het algemeen werd er afwijzend op deze denkwijze gereageerd en Ed Kilgore typeerde het zelfs als een poging van de Republikeinse Partij om stemmen aan zich te binden.

## Argumenten tegen familiestemrecht
Tegenstanders van familiestemrecht wijzen erop dat het wettelijke ongelijkheid schept, daar de enkele stem van een kinderloze volwassene minder zwaar telt dan de minimaal anderhalve stem van een ouder. De ouder hoeft zich niets gelegen te laten liggen aan de politieke voorkeur van het kind wiens stem hij uitbrengt. Vooral de eerste kritiek kwam duidelijk naar voren in de kritieken op het voorstel van J.D. Vance.